# Киттредж, Эндрю
Эндрю Киттредж (англ. Andrew Kittredge, 17 марта 1990, Спокан) — американский бейсболист, питчер клуба МЛБ «Тампа-Бэй Рейс».

## Карьера
Киттредж окончил старшую школу Феррис в Спокане в 2008 году, тогда же он был выбран клубом «Сиэтл Маринерс» в 45 раунде. Эндрю не стал подписывать контракт и поступил в Вашингтонский университет в Сиэтле. За студенческую команду «Вашингтон Хаскис» он играл в 2009 и 2010 годах. В 2011 году Киттредж подписал контракт с «Маринерс», в фарм-системе которых выступал до конца сезона 2016 года. В ноябре клуб обменял его в «Тампу-Бэй».
Чемпионат 2017 года он начал в AAA-лиге в составе «Дарем Буллз». В тридцати играх за клуб Киттредж одержал пять побед, а его показатель пропускаемости ERA составил 1,90. Он также принял участие в Матче всех звёзд Международной лиги. В июле Эндрю перевели из фарм-клуба в основной состав. Главный тренер «Тампы» Кевин Кэш несколько раз задействовал его как «стартового» питчера, выходящего на несколько подач и затем уступающего место на поле игроку, проводящему большую часть матча. Всего в 2017 году он сыграл за «Рейс» в пятнадцати матчах.
В сентябре 2018 года Эндрю получил трёхматчевую дисквалификацию и был оштрафован за опасную подачу, после которой мяч едва не попал в голову кэтчеру «Нью-Йорк Янкис» Остину Ромайну.
5 января 2024 года Киттреджа обменяли в «Сент-Луис Кардиналс» на Ричи Паласиоса.